# 金融經濟學
金融經濟學（Financial economics）是經濟學的分支，主要研究在不確定的環境中，如何跨越時間與空間，配置經濟資源。它主要集中在研究貨幣資產的交易活動，最關心的主題包括，時間、不確定性、選擇權以及資訊。
- 時間：現在擁有的金錢，與未來可能的收益，之間如何取捨。
- 不確定性與風險：投資的金錢，能否在未來得到收益，是不確定的。
- 選擇權：交易的其中一方，可以透過選擇權，在之後才做出決定。這將會影響到資金移轉的方式。
- 資訊：對於未來的知識，將可以減少不確定性，保障未來的收益。

## 譯名爭議
有人譯為“財務經濟學”，实为指鹿为马。中文中所谓財務經濟學对应英文的Corporate Finance，財務經濟學是大陆对于Corporate Finance的早期译法，现译为公司理财、公司财务和财务管理等。台湾仍沿用，有时也称财务管理。金融经济学是經濟學的最重要分支，在1950后高速成长，自成体系。美国金融学年会与美國經濟學會年会在每年圣诞-新年期间同时同地举行。到2000年以后，两者规模与受重视程度不分轩轾。